# Бою (Біхор)
Бою (рум. Boiu) — село у повіті Біхор в Румунії. Входить до складу комуни Чумегіу.
Село розташоване на відстані 429 км на північний захід від Бухареста, 48 км на південний захід від Ораді, 107 км на північ від Тімішоари.

## Населення
За даними перепису населення 2002 року у селі проживали 842 особи.
Національний склад населення села:
| Національність | Кількість осіб | Відсоток |
| -------------- | -------------- | -------- |
| угорці         | 565            | 67,1%    |
| румуни         | 252            | 29,9%    |
| цигани         | 25             | 3,0%     |

Рідною мовою назвали:
| Мова      | Кількість осіб | Відсоток |
| --------- | -------------- | -------- |
| угорська  | 575            | 68,3%    |
| румунська | 263            | 31,2%    |